# 圣戈阿尔
圣戈阿尔（德語：Sankt Goar，發音：[zaŋkt ɡoˈaːɐ̯] ⓘ）是德国莱茵兰-普法尔茨州莱茵-洪斯吕克县的城市，面积23.17平方千米，2023年12月31日人口为2,913人。